# Bill Shuster

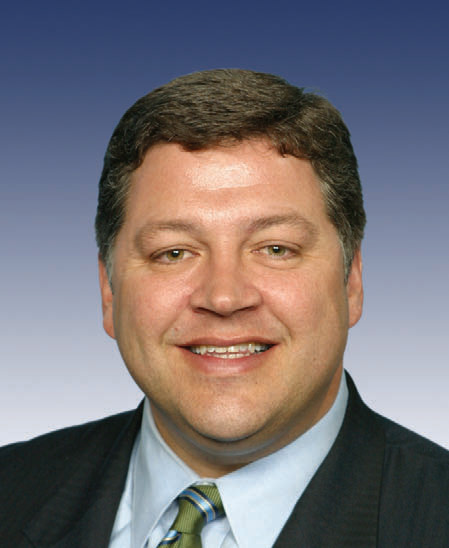
Bill Shuster

William „Bill“ Shuster (* 10. Januar 1961 in McKeesport, Pennsylvania) ist ein US-amerikanischer Politiker. Von 2001 bis 2013 vertrat er den Bundesstaat Pennsylvania im US-Repräsentantenhaus.

## Werdegang
Bill Shuster ist der Sohn des früheren Kongressabgeordneten Bud Shuster. Er besuchte die Everett High School und studierte danach bis 1983 am Dickinson College in Carlisle und danach an der American University in Washington, D.C. Beruflich war er damals Autohändler und Vertreter einer Reifenfirma. Politisch wurde er wie sein Vater Mitglied der Republikanischen Partei.
Nach dem Rücktritt seines Vaters als Abgeordneter wurde Bill Shuster bei der fälligen Nachwahl für den neunten Sitz von Pennsylvania als dessen Nachfolger in das US-Repräsentantenhaus in Washington, D.C. gewählt, wo er am 15. Mai 2001 sein neues Mandat antrat. Da er bei allen folgenden Wahlen, einschließlich der des Jahres 2016, wiedergewählt wurde, konnte er sein Mandat bis zum 3. Januar 2019 ausüben. Bei der Abgeordnetenhauswahl 2018 verzichtete er auf eine erneute Kandidatur. Zu seinem Nachfolger wurde Dan Meuser gewählt. In seine Zeit als Kongressabgeordneter fielen unter anderem die Terroranschläge am 11. September 2001, der Irakkrieg und der Militäreinsatz in Afghanistan. Shuster war Mitglied im Streitkräfteausschuss und Vorsitzender des Ausschusses für Verkehr und Infrastruktur sowie in insgesamt vier Unterausschüssen. Außerdem gehörte er mehreren Congressional Caucuses an. Er setzt sich unter anderem für stärkere Grenzkontrollen mit Hilfe der Nationalgarden ein, um illegale Einwanderung in die Vereinigten Staaten zu erschweren.
Shuster ist verheiratet und lebt privat in Hollidaysburg.